# Deficiência de 5α-redutase 2
A deficiência de 5α-redutase 2 (também conhecida como D5αR2; deficiência de 5-alfa-redutase; hipospádia perineoscrotal pseudovaginal; doença do desenvolvimento sexual 46,XY por deficiência de 5-alfa-redutase 2) é uma doença autossômica recessiva causada por uma mutação no gene SRD5A2, que codifica a enzima 5α-redutase tipo 2 (5αR2). A condição é rara, afeta apenas indivíduos geneticamente masculinos e tem um amplo espectro.
A 5αR2 é expressa em tecidos específicos e catalisa a transformação da testosterona (T) em 5α-dihidrotestosterona (DHT). A DHT desempenha um papel fundamental no processo de diferenciação sexual na genitália externa e na próstata durante o desenvolvimento do feto masculino. A D5αR2 é resultado da atividade prejudicada da 5αR2, resultando em níveis reduzidos de DHT. Esse defeito resulta em um espectro de fenótipos, incluindo ambiguidade genital evidente, hipospádia e micropênis. Os homens afetados ainda desenvolvem características masculinas típicas na puberdade (voz grave, pelos faciais, volume muscular), uma vez que a maioria dos aspectos da virilização puberal é impulsionada pela testosterona, não pela DHT.
O manejo dessa condição no contexto da atribuição de sexo é uma área desafiadora e controversa. A disponibilidade de diagnósticos, as leis locais e a ansiedade dos pais desempenham um papel importante nas decisões de tratamento.
A investigação da D5αR2 como uma doença desempenhou um papel fundamental na caracterização bioquímica do gene SRD5A2, da enzima 5αR2 e da DHT na diferenciação sexual masculina.

## Sinais e sintomas
As mutações no gene SRD5A2 podem resultar em uma doença do desenvolvimento sexual 46,XY (DDS 46,XY) chamada deficiência de 5α-redutase 2 (D5αR2). As mutações são herdadas em um padrão autossômico recessivo e podem ser homozigotas ou, menos frequentemente, heterozigotas compostas com perda de função. Os homens afetados exibem um amplo espectro de apresentação, incluindo genitália atípica (variando de aparência feminina a masculina subutilizada), hipospádia e micropênis isolado. As estruturas reprodutivas internas (canal deferente, vesículas seminais, epidídimos e dutos ejaculatórios) são normais, mas os testículos geralmente não descem e a hipoplasia da próstata é comum. Os homens com as mesmas mutações no SRD5A2 podem ter fenótipos diferentes, sugerindo fatores adicionais envolvidos na apresentação clínica. As mulheres com as mesmas mutações em SRD5A2 que os homens afetados (como observado em irmãos) não são afetadas e têm fenótipos femininos e função reprodutiva normais.
Virilização da genitália com aprofundamento da voz, desenvolvimento de massa muscular ocorre na puberdade em homens afetados, e a altura não é prejudicada. A ginecomastia é incomum e a densidade óssea é normal, em contraste com o DDS 46,XY de outras causas, como a síndrome de insensibilidade parcial ao androgênio e a deficiência de 17β-hidroxiesteroide desidrogenase 3. Os pelos do rosto e do corpo são reduzidos e não ocorre calvície de padrão masculino.

## Mecanismo
A 5α-redutase tipo 2 (5αR2) é uma enzima, codificada pelo gene SRD5A2, que é expressa em tecidos específicos do corpo masculino desde o desenvolvimento fetal até a idade adulta. A enzima catalisa a transformação da testosterona (T) em 5α-diidrotestosterona (DHT) intracelularmente. A DHT é o ligante mais potente para o receptor de andrógeno (AR). Após a ligação, o complexo DHT-AR transloca-se do citoplasma para o núcleo e ativa os genes regulados pelo receptor de andrógeno envolvidos em processos que incluem a diferenciação sexual masculina.

## Genética
Duas das três isoenzimas de 5αR podem catalisar a transformação de T em DHT, mas é apenas a D5αR2 que causa o 46XY, DDS. O 5αR2 é codificado pelo gene SRD5A2, que está localizado no braço curto do cromossomo 2 e contém cinco exons e quatro introns. O 5αR2 consiste em 254 resíduos de aminoácidos, com mutações relatadas em 67 deles, com várias mutações diferentes em alguns resíduos.
A primeira mutação conhecida SRD5A2 foi uma deleção quase completa, descoberta a partir de uma análise de homens afetados em uma tribo da Papua Nova Guiné. A maioria das mutações SRD5A2 são mutações missense, mas também foram observadas pequenas deleções, mutações de junção de emenda e deleções brutas. As mutações resultam em um espectro de efeitos de atividade que variam desde a desestabilização do 5αR2 até a perda completa de atividade.
As mutações no SRD5A2 são herdadas em um padrão autossômico recessivo. Os defeitos homozigotos são mais comuns do que os heterozigotos compostos. Não se sabe se existe uma correlação fenótipo-genótipo para muitas das mutações mais comuns, e os homens afetados com as mesmas mutações 5αR2 têm fenótipos variáveis, o que sugere outros fatores genéticos interativos que determinam o fenótipo.

## Diagnóstico
O diagnóstico geralmente é feito entre o nascimento e a puberdade. A hipospádia perineoscrotal pseudovaginal com genitália de aparência feminina e virilização puberal é a síndrome clássica atribuída ao D5αR2, mas os métodos modernos de diagnóstico podem diagnosticar a deficiência logo após o nascimento e reconhecer o amplo espectro de apresentação.
O diagnóstico inicial da DDS 46,XY é indicado por uma anormalidade genital evidente. A avaliação clínica objetiva das características dismórficas para diagnosticar a DDS 46,XY para genitália feminina aparente inclui clitóris aumentado, fusão labial posterior e massa inguinal/labial. Para genitália masculina aparente: testículos não palpáveis, micropênis, hipospádia perineal isolada ou hipospádia leve com testículo não descido. O histórico familiar e o histórico pré-natal também são levados em conta na avaliação. A análise do cariótipo e do gene SRY em amostras de leucócitos periféricos excluirá anormalidades nos cromossomos sexuais. Com a determinação de um cariótipo XY e SRY normal, o diagnóstico diferencial do DSD 46,XY é feito com medições endocrinológicas das relações T/DHT (que indicam a atividade do 5αR2) e imagens anatômicas precisas, uma vez que o D5αR2 pode ser difícil de distinguir de outras causas do DDS 46,XY (por exemplo, síndrome de insensibilidade parcial aos andrógenos e deficiências da enzima 17β-hidroxiesteroide desidrogenase tipo 3).
A medição da concentração sérica de DHT é um desafio, pois as concentrações são baixas e a DHT tem um alto nível de reatividade cruzada. É necessário um alto nível de especificidade do ensaio para medir as concentrações de DHT, uma vez que os níveis séricos de T são geralmente 10 vezes mais altos do que os de DHT em homens jovens. Os testes endocrinológicos para as proporções de T/DHT podem ser difíceis de interpretar, pois o nível normal da proporção varia de acordo com a idade e a gravidade do comprometimento da atividade do 5αR2. Jovens do sexo masculino afetados, pelo menos em idade puberal, com níveis séricos normais de T, demonstram níveis elevados de T/DHT (T normal, DHT abaixo do normal). A estimulação com gonadotrofina coriônica humana (hCG) (alternativamente, enantato de testosterona) é necessária em crianças pré-púberes (com estimulação e amostras coletadas durante vários dias) para aumentar os níveis de testosterona sérica para medição. A interpretação das relações T/DHT em recém-nascidos do sexo masculino é especialmente desafiadora devido ao pico de testosterona neonatal e à atividade da 5a-redutase tipo 1 mais alta do que o normal. A análise do gene SRD5A2 é recomendada para o diagnóstico em recém-nascidos. De modo geral, a D5αR2 é diagnosticada com relações T/DHT superiores a 18, enquanto relações superiores a 30 foram observadas em indivíduos gravemente afetados. A D5αR2 também pode ser indicada por baixas relações de esteroides reduzidos de 5α para 5ß, conforme medido na urina por meio de cromatografia gasosa-espectrometria de massa.
A ultrassonografia é o principal meio de avaliação dos órgãos reprodutivos internos para o diagnóstico, enquanto a genitografia e a cistouretrografia miccional são usadas para resolver estruturas como os tratos uretral e vaginal. O uso da ressonância magnética pélvica para diagnóstico por imagem da D5αR2 permanece controverso.

## Cuidados
Um dos tópicos clinicamente mais desafiadores e controversos do DDS 46,XY é a prática de "atribuição de sexo" ou "sexo de criação", especialmente no caso do D5αR2, uma vez que a maioria dos indivíduos afetados tem genitália subvirilizada no nascimento, mas viriliza em graus variados na puberdade. Historicamente, a maioria dos indivíduos D5αR2 foi "criada como mulher", mas relatos posteriores mostram que mais da metade dos pacientes que passaram pela puberdade virilizante adotaram uma identidade de gênero masculina, desafiando assim as práticas históricas.
O objetivo da atribuição/criação de sexo é facilitar a maior probabilidade de identidade de gênero concordante na idade adulta do paciente. Os fatores que contribuem para a identidade de gênero são complexos e não são fáceis de relatar, mas alguns fatores que contribuem incluem cromossomos sexuais, exposição a andrógenos, desenvolvimento psicossocial, expectativas culturais, dinâmica familiar e situação social.
A criação do sexo feminino em indivíduos D5αR2 envolve procedimentos cirúrgicos, como gonadectomia na infância (para evitar a virilização na puberdade) e vaginoplastia. Também são necessários tratamentos hormonais por toda a vida para o desenvolvimento e a manutenção das características sexuais secundárias femininas. O sexo masculino de criação evita tratamentos hormonais por toda a vida e permite o potencial de fertilidade. A criptorquidia e a hipospádia devem ser tratadas para evitar danos aos túbulos seminíferos, que são essenciais para a espermatogênese e a fertilidade. Algumas abordagens incentivam o diagnóstico durante a infância, antes de qualquer atribuição de gênero ou intervenções cirúrgicas.
A interseção entre o bem-estar da criança, os desejos dos pais, as recomendações da equipe médica associada e as leis locais torna a tomada de decisão desafiadora nesses casos. A necessidade e a ética em torno do consentimento e do engano envolvidos na administração de tais intervenções têm sido seriamente questionadas.

### Fertilidade
A fertilidade espontânea em homens afetados pelo D5αR2 geralmente não é possível (embora já tenha sido observada) devido a anormalidades no sêmen que incluem contagem reduzida de espermatozoides, alta viscosidade do sêmen e, em alguns casos, falta de espermatócitos primários. Isso corrobora a noção de que a DHT tem uma função importante na diferenciação de espermatócitos. O amplo espectro de apresentação é consistente com as contagens de espermatozoides altamente variáveis entre os homens afetados. A função testicular também pode ser prejudicada pela descendência incompleta, bem como pela própria mutação genética.
Os métodos de reprodução assistida que envolvem extração e concentração de espermatozoides para inseminação intrauterina, injeção intracitoplasmática de espermatozoides, e fertilização in vitro demonstraram resultados bem-sucedidos.

## Epidemiologia
A D5αR2 é uma condição rara com distribuição mundial. Um estudo de 2020 identificou 434 casos de D5αR2 em 44 países, incluindo Turquia (23%), China (17%), Itália (9%) e Brasil (7%). O mesmo estudo também constatou que a virilização da genitália influenciou a atribuição de sexo, enquanto a mudança de gênero foi influenciada por aspectos culturais nos países. O diagnóstico molecular resultou no favorecimento da atribuição do sexo masculino em recém-nascidos afetados.[carece de fontes?]
Muitas mutações SRD5A2 vêm de áreas com altos coeficientes de consanguinidade, incluindo a República Dominicana (onde as pessoas com a condição são chamadas de güevedoces - "testículos aos doze"), Papua Nova Guiné (onde é conhecida como kwolu-aatmwol - sugerindo a transformação de uma pessoa "em uma coisa masculina"), e Turquia.
Na República Dominicana, os güevedoces são considerados como um terceiro gênero e passam por uma socialização de gênero ambivalente. Na idade adulta, eles geralmente se autoidentificam como homens, mas não são necessariamente tratados como tal pela sociedade. Nos casos de Papua Nova Guiné, foi dito que a "menina" é evitada quando começa sua transformação natural em um corpo masculino e assume socialmente um papel de gênero masculino.

## Histórico
Um distúrbio autossômico recessivo do desenvolvimento sexual, descrito como hipospádia pseudovaginal perineoscrotal, foi descoberto em homens em 1961. A principal característica dessa síndrome era a genitália externa de aparência feminina com a presença de testículos bilaterais e tratos urogenitais masculinos nos quais os dutos ejaculatórios terminam em uma vagina com formato diferente. Esse distúrbio era consistente com a D5αR2 como causa subjacente, conforme observado em modelos animais. A D5αR2 foi confirmada como causa em humanos em 1974, quando foram realizados estudos com 24 participantes na República Dominicana e 2 em Dallas, Texas, EUA. Um dos casos em Dallas começou a se virilizar na puberdade e foi submetido a uma cirurgia para remover os testículos e "consertar" a clitoromegalia aparente. Durante a cirurgia, foi observado um trato urogenital masculino normal, bem como outras características consistentes com hipospádia pseudovaginal perineoscrotal. A DHT era quase indetectável em fibroblastos cultivados do prepúcio, do epidídimo e dos supostos "lábios maiores", enquanto que em homens normais a DHT é detectada, sugerindo uma formação prejudicada de DHT. Conclusões semelhantes foram obtidas para os participantes de uma família no estudo da República Dominicana, nos quais foram observadas altas proporções de concentração sérica de T para DHT e baixas concentrações de andrógenos reduzidos a 5a na urina. Atualmente, sabe-se que esse distúrbio é causado por mutações homozigotas ou heterozigotas compostas de perda de função do gene SRD5A2.

## Sociedade e cultura

### Esporte
Em abril de 2014, o BMJ relatou que quatro atletas de elite com deficiência de 5α-redutase 2 foram submetidas à esterilização e a "clitoridectomias parciais" para competir em esportes femininos. Os autores observaram que a "clitoridectomia parcial" não tinha "indicação médica, não estava relacionada a uma 'vantagem' atlética real ou percebida", relacionada a níveis elevados de androgênio. As atletas eram todas de países em desenvolvimento, onde o acesso vitalício à reposição hormonal pode ser difícil. Os defensores do intersexo consideram essa intervenção como "um processo claramente coercitivo".

### Cultura popular
No episódio "Quentin Costa", da terceira temporada de Nip/Tuck, é revelado que Quentin Costa tinha D5αR2.
O romance Middlesex, de Jeffrey Eugenides, vencedor do Prêmio Pulitzer em 2002, é sobre um jovem com deficiência de 5α-redutase 2. O personagem nasceu originalmente Calliope e foi criado como uma menina, mas ao perceber seu sexo genético, ele se transforma em Cal.

## Pessoas notáveis
- Caster Semenya[49][50]